# Shueyville
Shueyville é uma cidade localizada no estado americano de Iowa, no Condado de Johnson.

## Demografia
Segundo o censo americano de 2000, a sua população era de 250 habitantes.
Em 2006, foi estimada uma população de 364, um aumento de 114 (45.6%).

## Geografia
De acordo com o United States Census Bureau tem uma área de
3,9 km², dos quais 3,9 km² cobertos por terra e 0,0 km² cobertos por água.

## Localidades na vizinhança
O diagrama seguinte representa as localidades num raio de 16 km ao redor de Shueyville.